# Emilio Blanco Cabezón
Emilio Blanco Cabezón (Avilés, 9 de gener de 1965) és un exfutbolista asturià, que ocupava la posició de migcampista.

## Trajectòria
Comença a destacar a les files de l'Sporting de Gijón, amb qui debuta a la màxima categoria a la temporada 82/83, tot jugant un encontre. Durant els següents anys aniria sumant aparicions esporàdiques a l'equip sportinguista, fins que a la 86/87 es consolida al primer planter, tot i disputar només nou partits.
A la 87/88 es fa amb la titularitat, amb 36 partits i un gol, condició que hi mantindria durant les dues temporades posteriors, fins que la temporada 90/91 torna a la suplència, jugant 11 partits. L'estiu de 1991 marxa al Real Burgos. Al quadre castellà hi milita dues temporades a primera divisió, en les quals tot i gaudir de minuts no arriba a fer-se un lloc a l'onze inicial.
El 1993 el Burgos baixa a Segona Divisió. El migcampista asturià acompanyaria un any l'equip a la categoria d'argent. En total, suma 167 partits i 13 gols a la primera divisió.